# George Lindsey
George Lindsey est un acteur américain né le 17 décembre 1928 à Fairfield dans l'Alabama aux États-Unis, décédé le 6 mai 2012 à Nashville au Tennessee.

## Filmographie
- 1984 : Cannonball 2 de Hal Needham : Oncle Cal
- 1970: Les Aristocrats de Wolfgang Reitherman: Voix de Lafayette